# Rewari
Rewari (hindi: रेवाडी़) és una ciutat i consell municipal de l'Himachal Pradesh, capital del districte de Rewari, situada a 28° 11′ N, 76° 37′ E / 28.18°N,76.62°E. Segons el cens del 2001 la població era de 100.946 habitants i el 1901 de 27.295. És la ciutat dels ahirs, i el lloc d'origen del rei Hemu Vikramaditya que va guanyar 22 batalles entre 1554 i 1556, sent l'únic rei hindú que va governar des de Delhi a l'era medieval. Les ruïnes de la vella ciutat estan situades una mica a l'est de la ciutat i la tradició les connecta amb un nebot de Prithwi Raj.

## Història
En una data incerta apareix al Mahabharata un rei anomenat Rewat amb una filla de nom Rewati a la que el pare anomenava Rewa; va fundar una ciutat dedicada a la filla i li va dir Rewadi (o Rewari); Rewa es va casar amb Balram, germà gran de Krishna, i el rei va donar la ciutat a la filla com a dot. El mateix rei i la mateixa filla són esmentats vers el 1000 com constructor de la ciutat.
A l'edat mitjana fou el lloc d'origen del marxant d'armes Hem Chandra Vikramaditya (conegut per Hemu Vikramaditya) que va arribar a primer ministre del rei Adil Shah Suri (1556); entre 1554 i 1556 Hemu va lliurar 22 batalles als mogols i va estar a punt d'expulsar els mogols de l'Índia després de vèncer a Agra i a Delhi; el 6 d'octubre de 1556 es va proclamar raja de l'Índia a Delhi però finalment fou derrotat. En temps d'Akbar fou un sarkar de la suba de Delhi que incloïa una part d'Haryana. El seu governant amb títol de raja fou cada cop més independent. En temps d'Aurangzeb va passar a una nissaga ahir que la va conservar fins a l'annexió britànica al començament del segle xix (1808-1809). El poble de Bharawas fou erigit en capital d'un districte (districte de Bharawas) fins al 1816 quan fou traslladada a Gurgaon i el territori va agafar aquest nom. Després del motí, amb la revolta a la regió dirigida per Rao Tula Ram (1857-1858) fou inclosa al govern del Panjab. Els britànics la van erigir en tehsil del districte de Gurgaon el 1862. El 1867 es va crear la municipalitat.
El 1947 va quedar dins el Panjab oriental (Panjab (Índia)) fins a la formació d'Himachal Pradesh el 1972. Llavors fou convertida en un tahsil del districte de Mahendragarh fins al 1989 quan es va crear el districte de Rewari i en fou declarada capital així com d'un dels tahsils (els altres eren Bawal i Kosli).